# All the Best
All the Best is een muziekalbum van de Amerikaanse zangeres Tina Turner uit 2004.
Van dit verzamelalbum werden in de VS in de eerste week meer dan 120.000 stuks verkocht. Daarmee was het Tina Turners snelst verkopende album.

## Achtergrond
All the Best werd in Europa op 1 november 2004 uitgebracht en in de Verenigde Staten in februari van 2005.
Het album bevat, naast de solo hits van Tina Turner, ook enkele werken die zij heeft opgenomen ten tijde dat zij nog getrouwd was met Ike Turner. Ook bevat het album drie nieuwe nummers, Open arms, Complicated disaster en Something special, evenals het lied Great spirits, dat zij opnam voor de film Brother Bear.
Het album behaalde in de Verenigde Staten, Oostenrijk, België, Canada, Ierland, Spanje, Switzerland en het Verenigd Koninkrijk de platina status. In Denemarken, Frankrijk, Duitsland, Hongarije, Nederland, Nieuw-Zeeland en Polen behaalde het goud. Er werden wereldwijd meer dan 5 miljoen exemplaren van verkocht. Het album bestormde de hitlijsten van het Verenigd Koninkrijk opnieuw in 2007 en behaalde toen de no. 18-positie.

## Nummers
CD 1
| Nr. | Titel                                          | Schrijver(s)                | Duur |
| --- | ---------------------------------------------- | --------------------------- | ---- |
| 1.  | Open arms                                      | Barson, Brammer, VanSertima | 4:01 |
| 2.  | Nutbush city limits (Ike & Tina Turner)        | Tina Turner                 | 2:57 |
| 3.  | What you get is what you see                   | Britten, Lyle               | 4:26 |
| 4.  | Missing you                                    | Leonard, Sanford, Waite     | 4:39 |
| 5.  | The best                                       | Chapman, Knight             | 5:30 |
| 6.  | River deep - mountain high (Ike & Tina Turner) | Barry, Greenwich, Spector   | 3:41 |
| 7.  | When the heartache is over                     | Reid, Stack                 | 3:43 |
| 8.  | Let's stay together                            | Green, Jackson, Mitchell    | 5:17 |
| 9.  | Be tender with me baby                         | Hammond, Knight             | 4:17 |
| 10. | I don't wanna fight (7" versie)                | Duberry, Lulu, Lawrie       | 4:26 |
| 11. | Whatever you need                              | Courtenay, Roberts          | 4:48 |
| 12. | I can't stand the rain                         | Bryant, Miller, Peebles     | 3:44 |
| 13. | GoldenEye (soundtrack versie)                  | Evans, Hewson               | 4:44 |
| 14. | I don't wanna lose you                         | Hammond, Lyle               | 4:20 |
| 15. | Great spirits                                  | Collins                     | 3:58 |
| 16. | Proud Mary                                     | Fogerty                     | 5:30 |
| 17. | Addicted to love (live opname)                 | Palmer                      | 5:25 |

CD 2
| Nr. | Titel                                                | Schrijver(s)           | Duur |
| --- | ---------------------------------------------------- | ---------------------- | ---- |
| 1.  | In your wildest dreams (met Antonio Banderas)        | Chapman, Knight        | 5:43 |
| 2.  | Private dancer (7" versie)                           | Knopfler               | 4:03 |
| 3.  | Why must we wait until tonight (7" versie)           | Adams                  | 4:30 |
| 4.  | Typical male                                         | Britten, Lyle          | 4:17 |
| 5.  | Tonight                                              | Bowie, Pop             | 3:45 |
| 6.  | Complicated disaster                                 | Escoffery, Robson      | 3:43 |
| 7.  | On silent wings (met Sting, singleversie)            | Ralston, White         | 4:20 |
| 8.  | Something special                                    | Hammond, Lyle          | 4:37 |
| 9.  | We don't need another hero (Thunderdome) (7" versie) | Britten, Lyle          | 4:17 |
| 10. | It's only love (met Bryan Adams)                     | Adams, Vallance        | 3:16 |
| 11. | Cose della vita (met Eros Ramazzotti)                | Ramazzotti, Turner     | 4:50 |
| 12. | Steamy windows                                       | White                  | 4:06 |
| 13. | Paradise is here (7" versie)                         | Brady                  | 5:00 |
| 14. | What's love got to do with it                        | Britten, Lyle          | 3:47 |
| 15. | Better be good to me                                 | Chapman, Chinn, Knight | 5:10 |
| 16. | Two people                                           | Britten, Lyle          | 4:10 |
| 17. | Something beautiful remains                          | Britten, Lyle          | 4:22 |